# Prêmio de Realizações Whang Youn Dai

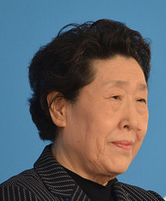
Whang Youn Dai

O Prêmio de Realizações Whang Youn Dai é batizado em homenagem à doutora Whang Youn Dai [en], que contraiu a polio aos três anos de idade. Ela dedicou a sua vida ao desenvolvimento do esporte paralímpico na Coréia e ao redor de mundo. Nos Jogos Paralímpicos de Verão de 1988 em Seul, o Comitê Paralímpico Internacional reconheceu suas contribuições ao Movimento Paralímpico e estabeleceu o Prêmio de Realizações Whang Youn Dai (anteriormente conhecido como Prêmio de Superação Whang Youn Dai). Desde então o prêmio tem sido apresentado em todos os Jogos Paralímpicos para um atleta homem e uma mulher quem "melhor exemplificam o espírito dos Jogos, além de inspirarem e animarem o mundo".
De acordo com o CPI, "o prêmio é para alguém justo, honesto e que não abre mão de seus valores, além de priorizar a promoção do Movimento Paralímpico acima de reconhecimento pessoal". Seis finalistas, três homens e mulheres, são selecionados entre os participantes dos jogos. Dois vencedores são selecionados para o prêmio e recebem uma medalha de ouro nas cerimônias de encerramento dos Jogos. O atleta sul-africano Oscar Pistorius foi nomeado para o prêmio em 2012, mas não venceu. Devido a uma decisão do Comitê, não será mais premiado na cerimônia de encerramento dos Jogos Paralímpicos de Verão de 2020. Em seu lugar, será premiado o I'mPOSSIBLE Award, estabelecido pela Fundação Agitos e pelo Comitê Paralímpico Internacional, além de ser apoiado pelo Centro de Apoio da Fundação Paralímpica.

## Vencedores
| Ano  | Sede           | Temporada | Vencedor                    | CNP                                  | Ref    |
| ---- | -------------- | --------- | --------------------------- | ------------------------------------ | ------ |
| 1988 | Seul           | Verão     | Anne Trotman                | GBR Grã-Bretanha                     | [ 3 ]  |
| 1988 | Seul           | Verão     | Pier Morten [en]            | CAN Canadá                           | [ 3 ]  |
| 1992 | Barcelona      | Verão     | Jacile Wolfgang             | USA Estados Unidos                   | [ 4 ]  |
| 1992 | Barcelona      | Verão     | Gabriel Angel               | CHI Chile                            | [ 4 ]  |
| 1996 | Atlanta        | Verão     | Beatriz Mendoza Rivero [en] | ESP Espanha                          | [ 5 ]  |
| 1996 | Atlanta        | Verão     | David Lega [en]             | SWE Suécia                           | [ 5 ]  |
| 1998 | Nagano         | Inverno   | Kim Mi-Jeong                | KOR Coreia do Sul                    | [ 6 ]  |
| 1998 | Nagano         | Inverno   | Marcin Kos [no]             | POL Polônia                          | [ 6 ]  |
| 2000 | Sydney         | Verão     | Martina Willing [en]        | GER Alemanha                         | [ 7 ]  |
| 2000 | Sydney         | Verão     | Oumar B. Kone               | CIV Costa do Marfim                  | [ 7 ]  |
| 2002 | Salt Lake City | Winter    | Lauren Woolstencroft [en]   | CAN Canadá                           | [ 8 ]  |
| 2002 | Salt Lake City | Winter    | Axel Hecker                 | GER Alemanha                         | [ 8 ]  |
| 2004 | Atenas         | Verão     | Zanele Situ [en]            | RSA África do Sul                    | [ 9 ]  |
| 2004 | Atenas         | Verão     | Rainer Schmidt [en]         | GER Alemanha                         | [ 9 ]  |
| 2006 | Turim          | Inverno   | Olena Iurkovska [en]        | UKR Ucrânia                          | [ 10 ] |
| 2006 | Turim          | Inverno   | Lonnie Hannah [en]          | USA Estados Unidos                   | [ 10 ] |
| 2008 | Pequim         | Verão     | Natalie Du Toit [en]        | RSA África do Sul                    | [ 11 ] |
| 2008 | Pequim         | Verão     | Said Gomez [en]             | PAN Panamá                           | [ 11 ] |
| 2010 | Vancouver      | Inverno   | Colette Bourgonje [en]      | CAN Canadá                           | [ 12 ] |
| 2010 | Vancouver      | Inverno   | Endo Takayuki [en]          | JPN Japão                            | [ 12 ] |
| 2012 | Londres        | Verão     | Mary Nakhumicha Zakayo [en] | KEN Quênia                           | [ 1 ]  |
| 2012 | Londres        | Verão     | Michael McKillop [en]       | IRL Irlanda                          | [ 1 ]  |
| 2014 | Sochi          | Inverno   | Bibian Mentel-Spee [en]     | NED Países Baixos                    | [ 13 ] |
| 2014 | Sochi          | Inverno   | Toby Kane [en]              | AUS Austrália                        | [ 13 ] |
| 2016 | Rio de Janeiro | Verão     | Tatyana McFadden            | USA Estados Unidos                   | [ 14 ] |
| 2016 | Rio de Janeiro | Verão     | Ibrahim Al Hussein [en]     | IPA Atletas Paralímpicos Individuais | [ 14 ] |
| 2018 | PyeongChang    | Inverno   | Sini Pyy                    | FIN Finlândia                        | [ 15 ] |
| 2018 | PyeongChang    | Inverno   | Adam Hall [en]              | NZL Nova Zelândia                    | [ 15 ] |

## Ligação externa
- Site oficial